# Babel (TV-program)
Babel är ett TV-program om litteratur och litteraturrefererade ämnen som sänts på SVT sedan mars 2005. De första sju åren var författaren Daniel Sjölin programledare för Babel. 2012 tog litteraturskribenten och förläggaren Jessika Gedin över programledarrollen.
Under 2014 hade Babel en schlagertävling där tio författare skrev texter till en låt komponerad av Benny Andersson. Låten sjöngs sedan in av Helen Sjöholm. Horace Engdahl, ledamot i Svenska Akademien, vann tävlingen.
Antalet tittare varierar mellan cirka 90 000 och 200 000, med en medelsiffra på ungefär 150 000 (under hösten 2017) 